# Плёц
Плёц (нем. Plötz) — деревня в Германии (ФРГ), в государстве (земле) Саксония-Анхальт.
Деревня входит в состав города Веттин-Лёбеюн района Зале.

## История
Населённый пункт впервые упоминается в 1156 году.
В XX веке Плёц имела статус общины (коммуны). Население составляло 760 человек (на 31 декабря 2006 года). Занимала площадь 7,74 км².
1 января 2011 года вместе с рядом других населённых пунктов деревня вошла в состав нового города Веттин-Лёбеюн. Последним бургомистром общины была Ингелоре Циммер (б/п).

## Достопримечательности
- Советский мемориал на могиле умерших подневольных работников (остарбайтеров) угнанных на работы (в рабство) с оккупированной территории Советского Союза.